# Tio Pep
El tio Pep és un personatge popular valencià protagonista de la cançó del mateix nom, potser una de les més famoses i versionades a tot el País Valencià, però que també apareix a moltes altres cançons, populars o no.

## Cançoner
La lletra original, recollida per Sanchis Guarner en Els pobles valencians parlen els uns dels altres, versa el viatge d'un estereotípic llaurador valencià, el tio Pep, al poble de Muro de l'Alcoi per a comprar-se un carro i un ase per anar a l'horta. N'han gravat diferents versions La Rondalla de la Costa, Els Pavesos, Araceli Banyuls, Paco Muñoz, Bajoqueta Rock i Alikata Rock, per bé que també l'han inclosa al seu repertori Ovidi Montllor, Jalea Real, Phil de Vient & Les Bajocques Farcies, Toni de l'Hostal, Les Mãedéus o Semenéska, sense comptar totes les colles dolçaineres que només en toquen la part musical.
El contingut de la cançó podria interpretar-se com una referència implícita al menfotisme valencià o, més lluny encara, directament com una crítica a com el poble valencià s'ha deixat enganyar pels seus conciutadans. Cal dir que existeix la hipòtesi més que probable que la cançó siga d'origen mallorquí i que, per tant, faça referència al Muro illenc.
El tio Pep té un monument dedicat: el poble de Muro (Alacant), en agraïment per haver-lo fet famós, li va fer erigir una estàtua que representa el típic llaurador valencià de principis del segle XX, amb un ase i un carro.

### Lo tio Pep
La versió antiga, enregistrada a ritme de jota per La Rondalla de la Costa al seu únic disc Records de València (1976), es caracteritza per l'aparició de l'article masculí singular arcaic lo, per la forma valenciana (normativa) tio i la caiguda de la d intervocàlica en patades i trencades.
Lo tio Pep se'n va a Muro, tio Pep;
lo tio Pep se'n va a Muro, tio Pep:
De Muro què em portarà, Tio Pep? Tio Pep, tio Pep, tio Pep...
De Muro què em portarà, Tio Pep? Tio Pep, tio Pep, tio Pep...
Una tartana i un burro, tio Pep;
una tartana i un burro, tio Pep,
per a anar a passejar, tio Pep, tio Pep, tio Pep, tio Pep...
Per a anar a passejar, tio Pep, tio Pep, tio Pep, tio Pep...
El tio Pep ja té el burro, tio Pep;
el tio Pep ja té el burro, tio Pep,
que molts quinzets li ha costat, tio Pep, tio Pep, tio Pep, tio Pep...
Que molts quinzets li ha costat, tio Pep, tio Pep, tio Pep, tio Pep...
I tota la gent de Muro, tio Pep;
i tota la gent de Muro, tio Pep,
diuen que l'han enredrat, tio Pep, tio Pep, tio Pep, tio Pep...
Diuen que l'han enredrat, tio Pep, tio Pep, tio Pep, tio Pep...
El ruc li ha dat tres pataes, tio Pep;
el ruc li ha dat tres pataes, tio Pep,
i l'han dut a l'hospital, tio Pep, tio Pep, tio Pep, tio Pep...
I l'han dut a l'hospital, tio Pep, tio Pep, tio Pep, tio Pep...
Té tres costelles trencaes, tio Pep;
té tres costelles trencaes, tio Pep,
i tot lo cos li fa mal, tio Pep, tio Pep, tio Pep, tio Pep...
I tot lo cos li fa mal, tio Pep, tio Pep, tio Pep, tio Pep...
El tio Pep torna a Muro, tio Pep...
Paco Muñoz la canta així al desé volum del seu repertori infantil.

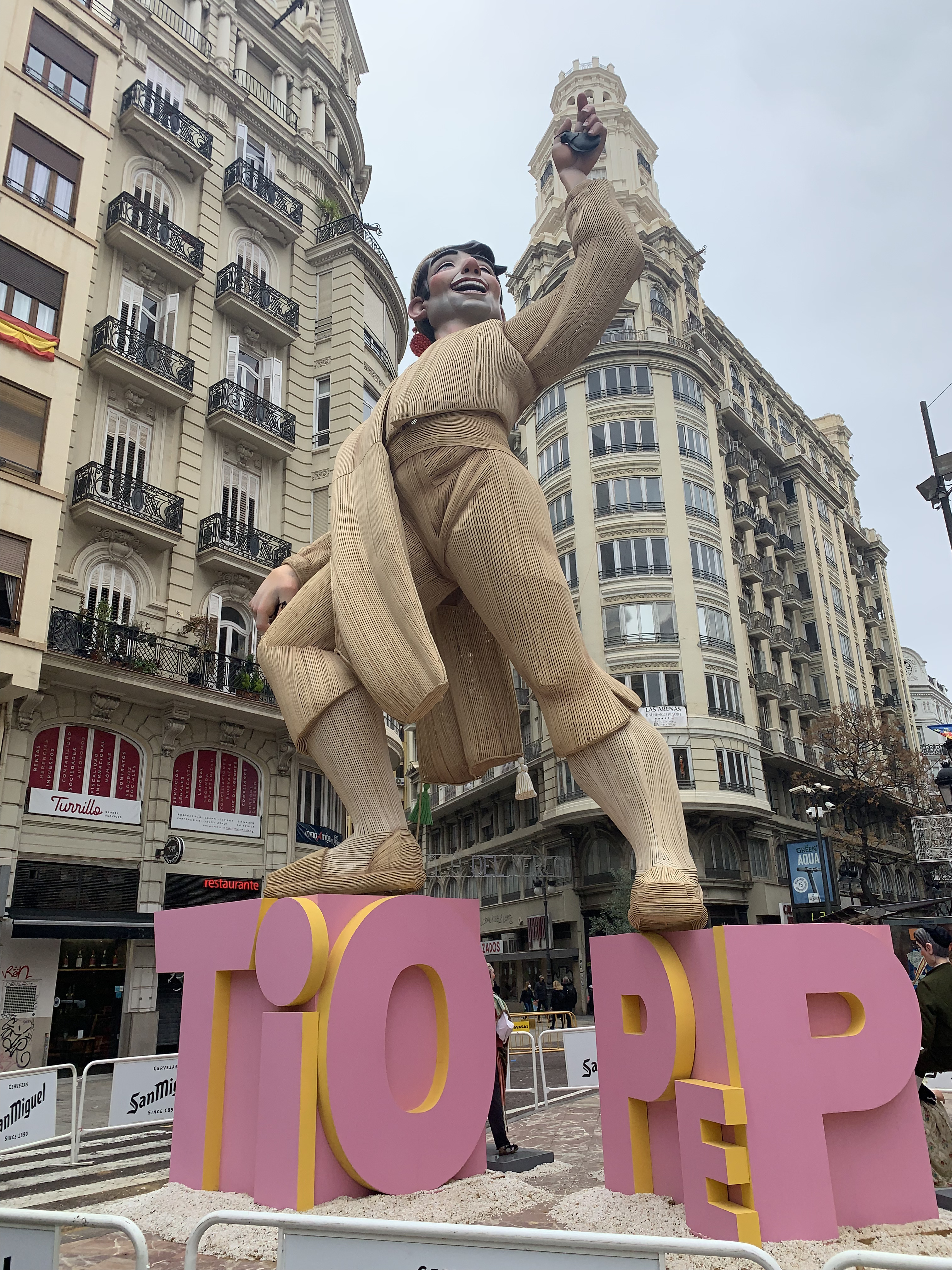
Representació del Tio Pep a la falla homònima, València, 2022.

### El tio Pep
La versió actual de la lletra, ja amb l'article modern, la van incloure Els Pavesos a la seua discografia:
El tio Pep se'n va a Muro, tio Pep...
El tio Pep se'n va a Muro, tio Pep...
De Muro què em portarà, Tio Pep? Tio Pep, tio Pep, tio Pep...
De Muro què em portarà, Tio Pep? Tio Pep, tio Pep, tio Pep...
Araceli Banyuls en va enregistrar una versió, més pausada i amb una melodia diferent de l'original, al seu disc de debut Adés i ara (1977); Paco Muñoz també la inclou al primer volum de ...canta per als xiquets.

### Altres versions populars
De Betxí, a la Plana de Castelló:
El tio Pep se'n va l'horta;
ha comprat un tomatar:
les tomates per a vendre,
i els diners per a fumar...
De Guadassuar, a la Ribera del Xúquer:
El tio Pep de Caram,
li cauen els saragüells;
la filla anava darrere:
«Pare, que es queda sens ells!»
De Potries, a l'Horta de Gandia
El tio Pep se’n va a l'horta,
de l'horta que ens portarà?
Una trompa i una llença:
vorem qui la ballarà...
Qui la ballarà és Paquito;
Maria l'empomarà...

### La manta al coll
Una altra de les cançons valencianes més populars, de la qual Els Pavesos també disposen a la seua discografia, esmenta un tio Pep en una de les estrofes més conegudes:
Un dia que tornava
el tio Pep de l'horta,
es va trobar de casa
oberta la porta...

### La jota de Muro
La primera estrofa de la lletra d'aquesta jota ballada, escrita a principis del segle XX per un veí de Muro, també fa referència a un tio Pep, encara que per motius diferents als de la cançó original:
I el tio Pep de Muro,
i el tio Pep de Muro
porta...
darrere també portava més de cinquanta xiquetes...
Darrere també portava més de cinquanta xiquetes...
La resta d'estrofes són les habituals d'aquest tipus de cançó.

### Lasalpassad'Aielo de Malferit
Aquesta cobla, ressenyada per Sergi Gómez i Soler al cinquè capítol del seu Costumari desacostumat, també compta amb el nom en qüestió:
Pica la masseta, pica el massetó:
vindrà el tio Pep, per el carreró...

### El fallero
La tornada d'aquesta coneguda cançó fallera de Maximilià Thous i Orts conté l'expressió el tio Pep en l'estrofa que resa:
Hi ha una estoreta velleta
per a la falla de Sant Josep,
el tio Pep?
La falta de connexió de l'últim vers amb la resta, a banda l'evident Sant Josep, fa pensar en una reutilització a manera de suport per a la rima de la característica més recognoscible de la cançó del tio Pep.

### El tio Sam
Ovidi Montllor en va escriure una versió paròdica l'any 70 en la qual substituïa el tio Pep pel tio Sam nord-americà, i el poble de Muro pel Vietnam, llavors en plena actualitat.
Aquesta particular adaptació formava part del seu repertori durant la primera etapa com a cantautor, encara que no va aplegar a gravar-la mai: la lletra va ser publicada per primera volta al número 14 de la revista Gorg (desembre de 1970) i, més recentment, al llibre L'Ovidi de Núria Cadenas.

### Tio Canya
El Tio Canya, una de les cançons més conegudes d'Al Tall, aparentment no té res a veure amb la del tio Pep, però sí que guarda un cert paral·lelisme pel que fa al concepte de «personatge del camp que viatja a un altre lloc on rep algun desengany», encara que en aquesta jota de Vicent Torrent el rerefons ideològic és prou més explícit. Això, i el fet que no es tinga notícia de cap versió d'El tio Pep a càrrec d'aquest grup, fa suposar que ambdues cançons siguen equivalents al repertori d'Al Tall i, per tant, reiteratives.

### Tio Pep
Els Bajoqueta Rock van fer una revisitació del mite en clau de rock inclòs al seu primer disc En viu, en directe, a pèl (1998), per bé que l'única relació amb la cançó original només s'endevina en la primera estrofa; la resta de la lletra és obra del cantant, Paco Lluís, i fa una actualització del viatge del tio Pep, ací a la ciutat de València, d'una manera semblant al Tio Canya, on el tio Pep es troba amb una urbs castellanitzada que li és aliena.

### Este oscuro infierno
Un altre grup de nom genèric, els corberans Alikata Rock, en fan una revisitació més atrevida encara al seu segon disc Ara sí ke mos l'han pegat... (2004), a manera de final a l'única cançó en castellà del lliurament, i on el personatge és multat per fumar estupefaents.

### Uncle Joe
Hi existeix una lletra, escrita en anglés americà per Beat Morello l'any 2004, que fa referència a un home anomenat uncle Joe, que se'n va a l'oest a comprar-se un ase al poble de Moorough, en un evident paral·lelisme amb el tio Pep valencià.
La cançó amb aquesta lletra, d'un estil marcadament country, va ser estrenada per Phil de Vient & Les Bajocques Farcies el 30 de juliol de 2004 a Alcoi, però va ser Toni de l'Hostal (net) qui la va popularitzar en interpretar-la al 4t Congrés de Figures Mundials, el 25 de setembre del mateix any a Sueca. Més tard, a partir de 2005, l'han represa Les Mãedéus, ja amb la lletra en valencià però conservant-ne el distintiu so country.

### El tio Pep fa la volta al món
En una pirueta encara més enrevessada, els tres artistes adés esmentats (Beat Morello, Phil de Vient i Toni de l'Hostal) han col·laborat per a executar una versió poliglota de la cançó, on la primera estrofa es repeteix contínuament, adaptada a l'americà, el való, l'esperanto, el brasiler, l'alemany i -paradoxalment- el català. De l'Hostal és qui l'ha estrenada, el 16 de desembre de 2005, amb el vistiplau dels altres dos lletristes.

## Discografia
- Al Tall: Deixeu que rode la roda (Edigsa, 1976)
- Els Pavesos: A la nostra gent (?, 1976)
- La Rondalla de la Costa: Records de València (Zeleste/Edigsa, 1976)
- Araceli Banyuls: Adés i ara (?, 1977)
- Paco Muñoz: Paco Muñoz canta per als xiquets -volums 1 i 10- (P.M. Produccions, 1991)
- Bajoqueta Rock: En viu, en directe, a pèl (?, 1998)
- Alikata Rock: Ara sí ke mos l'han pegat... (Actual, 2004)